# Warnstorfia
Warnstorfia Loeske, 1907 è un genere di muschi della famiglia Calliergonaceae.

## Tassonomia
Il genere comprende le seguenti specie:
- Warnstorfia fluitans (Hedw.) Loeske, 1907
- Warnstorfia fontinaliopsis (Müll. Hal.) Ochyra, 2001
- Warnstorfia kurilensis (Smirnova) Schljakov, 1999
- Warnstorfia pseudostraminea (Müll. Hal.) Tuom. & T.J.Kop., 1979